# Theodor Frisch
Theodor Frisch (* 18. November 1913 in Ennigerloh; † 27. April 1980) war ein deutscher Kommunalpolitiker und ehrenamtlicher Landrat (CDU).

## Leben und Beruf
Nach dem Schulbesuch absolvierte Frisch eine kaufmännische Ausbildung und war bis zu seinem Tod selbstständiger Textilkaufmann. Er war verheiratet und hatte zwei Kinder.
Von 1962 bis zur Gebietsreform am 31. Dezember 1974 gehörte er dem Kreistag des ehemaligen Kreises Beckum an. Vom 18. Juli 1962 bis zum 31. Dezember 1974 war er Landrat des Kreises Beckum. Von 1961 bis 1980 war Frisch Mitglied des Stadtrates der Stadt Ennigerloh und gleichzeitig Bürgermeister. Außerdem gehörte er zahlreichen Gremien des Landkreistages Nordrhein-Westfalen an.

## Sonstiges
Im Juni 1978 wurde ihm das Bundesverdienstkreuz I. Klasse verliehen. Am 4. Februar 1980 wurde er Ehrenbürger der Stadt Ennigerloh.